# Pasur
Pasur là một thị xã panchayat của quận Erode thuộc bang Tamil Nadu, Ấn Độ.

## Nhân khẩu
Theo điều tra dân số năm 2001 của Ấn Độ, Pasur có dân số 3852 người. Phái nam chiếm 51% tổng số dân và phái nữ chiếm 49%. Pasur có tỷ lệ 56% biết đọc biết viết, thấp hơn tỷ lệ trung bình toàn quốc là 59,5%: tỷ lệ cho phái nam là 65%, và tỷ lệ cho phái nữ là 47%. Tại Pasur, 8% dân số nhỏ hơn 6 tuổi.